# Barbuda
Barbuda là một hòn đảo ở phía đông Caribe, là một trong hai đảo chính của Antigua và Barbuda. Hòn đảo có 1.638 cư dân theo điều tra năm, hầu hết trong số đó sinh sống tại thị trấn Codrington.

## Vị trí
Barbuda nằm ở phía bắc của Antigua, ở giữa quần đảo Leeward. Ở phía nam là các hòn đảo Montserrat và Guadeloupe, ở phía tây và tây bắc là Nevis, St. Kitts, St. Barts, và St. Martin.

## Lịch sử
Người Ciboney là những cư dân đầu tiên sinh sống trên đảo Barbuda vào khoảng năm 2400 TCN, nhưng người Arawak và Carib đã ở trên hòn đảo khi Cristoforo Colombo đổ bộ lên đảo trong chuyến đi thứ hai của ông vào năm 1493. Người Anh đã tiếp nối các khu định cư ban đầu của người Tây Ban Nha và người Pháp, và lập thuộc địa vào năm 1666.
Năm 1685, Barbuda được hai anh em Christopher và John Codrington thuê, họ đã lập nên thị trấn Codrington. Gia đình Codrington đã sản xuất lương thực trên đất đai của họ tại Barbuda, và cũng vận chuyển nô lệ để lo động trên các đồn điền mía đường của họ tại Antigua. Có nhiều hơn một cuộc nổi dậy của nô lệ tại Codrington vào thập niên 1740. Tất cả nô lệ được giải phóng vào năm 1834.
Barbuda từng có thời gian được gia đình Codrington dùng làm một nơi "ươm mầm" nô lệ.
Năm 1719, Codrington và hòn đảo Barbuda lần đầu tiên được tiến hành thống kê cả về người và gia súc, do William Codrington  (1715–1790) thực hiện.
Bản đồ đầu tiên của Barbuda được hoàn thành vào nửa sau của thế kỷ 18. Vào lúc đó, có nhiều tòa nhà lớn tại khu vực Highland, một lâu đài tại Codrington, một cảng tại River, nay gọi là Martello Tower, và các ngôi nhà tại |Palmetto Point, Coco Point, và Castle Hill. Bản đồ cho thấy tám đồ điền bắt giữ nô lệ chạy trốn, cho thấy đây;à một vấn đề nghiêm trọng. Có một số đơn vị đại bác quanh chu vi đảo. Có một đồn điền lớn tại khu vực Meadow và Guava và các đồn điền lớn khác trong khu vực Highlands.

## Luật Đất đai 2007
Đạo luật thông qua 2007 quy định đất đai trên quốc đảo Barbuda là thuộc sở hữu toàn dân do công dân của quốc đảo toàn quyền sử dụng để ở và chăn nuôi. Nếu chính phủ muốn làm dự án gì trên 5 triệu USD phải họp toàn thể công dân (1.638 người - 2008) lấy phiếu bầu.